# Porúbka, Sobrance
Porúbka este o comună slovacă, aflată în districtul Sobrance din regiunea Košice. Localitatea se află la altitudinea de 172 m deasupra n.m., se întinde pe o suprafață de 10,76 km2 și în 2017 număra 417 locuitori.

## Istoric
Localitatea Porúbka este atestată documentar din 1411.

## Demografie
| An:                | 1994 | 2004   | 2014   | 2024   |
| ------------------ | ---- | ------ | ------ | ------ |
| Număr de persoane: | 473  | 460    | 420    | 400    |
| Diferență:         |      | −2,74% | −8,69% | −4,76% |

| An:                | 2023 | 2024   |
| ------------------ | ---- | ------ |
| Număr de persoane: | 409  | 400    |
| Diferență:         |      | −2,20% |